# Комеморација Мајкла Џексона
Јавна комеморација Мајкла Џексона је одржана 7. јула 2009, у Стејплс центру, Лос Анђелес, Калифорнија, дванаест дана након певачеве смрти. Догађај је уследио након приватне породичне комеморације у меморијалном парку Форест Лоун у Холивуд Хилсу. Након јавне комеморације, Џексонова породица и блиски пријатељи су се окупили у Беверли Хилсу.
Џексонов затворени и бронзани сандук, позлаћен са 14 карата и прекривен плавом кадифом, који није првобитно требало да буде на меморијалном догађају, стигао је мало пре 10 часова на бину. Комеморација је почела око 10:30 уз музику и елегију пастора Лушијуса Смита. Бина је била прекривена цветним аранжманом, фотографијама и пројекционим снимцима Мајкла и његове браће на екрану у позадини. Музика и снимци, били су монтирани тако да хронолошки прикажу његов живот од почетка каријере па до краја.
Џексонова браћа, седећи у истом реду, носила су по једну дијамантску рукавицу у знак посвете према свом преминулом брату. Стиви Вондер, Лајонел Ричи, Мараја Кери, Џенифер Хадсон, Ашер, Џермејн Џексон и Џахин Џафарголи су отпевали Џексонове песме док је Џон Мајер свирао гитару. Бери Горди и Смоуки Робинсон су одржали елегије а Квин Латифа је прочитала поему „Имали смо га“, специјално написану за догађај од стране Маје Енџелоу. Велечасни Ал Шарптон је примио овације када се обратио Џексоновој деци: „Ништа није било чудно у вези са вашим татом. Било је чудно оно са чим се ваш тата борио и изборио на крају.“
При крају свечаности, целокупна породица се окупила на бини да би рекла последње „збогом“. Џексонова, тада једанаестогодишња ћерка, Парис Кетрин, плачући је рекла публици: „Откад сам рођена, тата је био најбољи отац каквог може замислити и само сам хтела рећи да га волим тако пуно.“ Додатно, емоционални Марлон Џексон је завршио: „Мајкл, можда ће те сада оставити на миру.“